# Salle du Hainaut
La Salle du Hainaut est une salle de basket-ball et volley-ball située à Valenciennes.

## Historique
Dans les années 1970, elle a accueilli le basket-ball masculin avec le Rhônel Sporting Club de Valenciennes, avant d'être occupée par les filles de l'Union Sportive Valenciennes Olympic. Depuis 2009, elle accueille tous les matchs à domicile du Hainaut Volley.